# Moseloven
Moseloven opfattes normalt som summen af de 613 bud, som er fordelt ud over de fem Mosebøger. I jødedommen benævnes Moseloven "tora" eller "torah" - den religiøse lov, de gamle israelitter levede efter. På hebraisk betyder ""Tora" ("Loven") tillige de første fem bøger i den jødiske Bibel (Det Gamle Testamente) (de fem Mosebøger).
Begrebet "Moseloven" optræder første gang i Josvabogen, kapitel 8, 30-35. Det afspejles nogle markante steder i Det Gamle Testamente, hvor oplæsningen af Moseloven tematiseres: Jos. 8,30-35; 2 Kong. 22-23 og Neh. 8; 9 og 13. På Ebals bjerg, hvor hele Israel var forsamlet, "byggede Josva et alter for Herren, Israels gud". (Josva, 8,30) "Og på stenene skrev han i israelitternes påsyn en afskrift den lov, Moses havde skrevet." (Josua 8,32) "Derefter oplæste Josva alle lovens ord." (Josva 8,34)
Overholdelse af Moseloven spiller afgørende central rolle i jødedommen. Af samme grund kaldes jødedommen undertiden "mosaisk tro". Moseloven er det centrale i forholdet mellem Gud (Jahve) og den enkelte jøde. Den er mellemleddet mellem Gud og menneske.
En særligt kendt del af Moseloven er De ti bud (Anden Mosebog, 20,3-17).